# Кан, Давид Исаевич
Давид Исаевич Кан (25 мая 1923, Ингулец, Екатеринославская губерния — 14 июня 2010, Кривой Рог, Днепропетровская область) — русский советский и украинский писатель-документалист, журналист и краевед. Член Союза журналистов Украины (1957).

## Биография
Родился 25 мая 1923 года в еврейской колонии Ингулец в семье Исайи Иосифовича Кана и Софьи Иосифовны Корецкой.
В 1935 году семья переезжает в Кривой Рог. Учился в криворожских школах № 8 и № 1. В 1939 году вступает ВЛКСМ.
В начале Великой Отечественной войны вместе с семьёй эвакуировался из Кривого Рога, работал в тылу. В ряды Красной армии призван Науским РВК Ленинабадской области Таджикской ССР. На фронтах Великой Отечественной войны с июля 1942 года в составе учебно-пулемётной роты 248-й стрелковой дивизии. Здесь начал писать в дивизионной газете «Гвардеец». Гвардии сержант-пулемётчик. Участвовал в Сталинградской битве, освобождал Севастополь, воевал в Белоруссии, Прибалтике. Войну закончил в Восточной Пруссии. Трижды ранен.
После демобилизации 7 марта 1947 года вернулся в Кривой Рог. В 1947—1948 годах — штатный секретарь комитета ЛКСМУ школы ФЗУ № 46 рудоуправления имени Дзержинского. Писал заметки в городскую газету «Красный горняк» и областные «Заря» и «Днепровская правда». Поступил на заочное отделение Московского полиграфического института, на редакционно-издательский факультет, после третьего курса перевёлся в Криворожский педагогический институт, который окончил в 1953 году. С 3 сентября 1948 года, по совету Дмитрия Ткача, стал штатным сотрудником газеты «Красный горняк». В 1948—1983 годах — литературный работник, заведующий отделами информации, писем газеты «Красный горняк». В 1973—1993 годах — секретарь правления городской организации Союза журналистов Украины. Член Регионального Союза писателей Приднепровья, Межрегионального союза писателей Украины, Международного сообщества писательских союзов, Национального союза журналистов Украины.
Умер 14 июня 2010 года в Кривом Роге.

## Творческая деятельность
Давид Кан писал документальную прозу. Как краевед собирал информацию о истории города, организациях и трудовых коллективах. Написал более сорока книг и брошюр.
Книги:
- Место в жизни (1958);
- Чудесный сплав (1961);
- Одержимость (1963);
- Идти дальше (1965);
- Глубокий пласт (1978);
- Покорители земных глубин (1991);
- Вёрсты трудового пути (1992);
- Полувековые автографы (1994);
- Криворожский металл (1994);
- Гигант степи под Глееваткой (2001);
- Місто бойової і трудової звитяги (2007);
- Криворожский моряк;
- Войну мы знали в лицо[1] — удостоена почётного диплома Дней русской литературы на Украине.

В соавторстве:
- Легендарное знамя (1961);
- Миллионные рубежи горняков (1974);
- Флагман горняцкого края (1981);
- Миллион стал нормой (1982);
- Кривой Рог. Путеводитель (1986);
- Покорители земных глубин (1991).

## Награды
Боевой путь писателя был отмечен восемью боевыми, творческий путь — восемью общественными и правительственными наградами. Давид Кан президентский стипендиат в области литературы.
- Орден Славы 3-й степени;
- Орден Красной Звезды[2];
- Медаль «В ознаменование 100-летия со дня рождения Владимира Ильича Ленина» (1969);
- Орден Отечественной войны 2-й степени (06.04.1985)[3];
- Орден «За мужество» 3-й степени;
- Орден «За мужество» 2-й степени;
- Знак «За заслуги перед городом» (Кривой Рог) 3-й и 2-й степени.

## Память
- Памятная доска в Кривом Роге. Установлена 12 июня 2014 года на доме по улице Ленина № 28, по инициативе общественности Криворожья, организации «Комсомолец Кривбасса», коллектива газеты «Красный горняк», Криворожского историко-краеведческого музея, Криворожского отделения Национального союза журналистов Украины, при поддержке Исполкома Криворожского городского совета[4].
- Имя носит улица в Кривом Роге[5].
- Памятный знак Давида Кана ассоциации «Комсомолец Кривбасса» — награждаются работники средств массовой информации, художники, литературоведы, краеведы за личный вклад в журналистику, литературное наследие Кривого Рога, обогащения исторической памяти народа.
- Выставка в Криворожском историко-краеведческом музее[6].